# Mistrzostwa Europy w Lekkoatletyce 1978 – sztafeta 4 × 100 m mężczyzn
Sztafeta 4 × 100 metrów mężczyzn była jedną z konkurencji rozgrywanych podczas XII mistrzostw Europy w Pradze. Biegi eliminacyjne zostały rozegrane 2 września, a bieg finałowy 3 września 1978 roku. Zwycięzcą tej konkurencji została sztafeta Polski w składzie: Zenon Nowosz, Zenon Licznerski, Leszek Dunecki i Marian Woronin. W rywalizacji wzięło udział czterdziestu zawodników z dziesięciu reprezentacji.

## Rekordy
| Rekord świata     | Stany Zjednoczone · (Bill Collins, Steven Riddick, Cliff Wiley, Steve Williams)   | 38,03 | Düsseldorf, RFN | 03.09.1977 |
| Rekord Europy     | Francja · (Gérard Fenouil, Jocelyn Delecour, Claude Piquemal, Roger Bambuck)      | 38,43 | Meksyk, Meksyk  | 20.10.1968 |
| Rekord mistrzostw | Francja · (Lucien Sainte-Rose, Joseph Arame, Bruno Cherrier, Dominique Chauvelot) | 38,69 | Rzym, Włochy    | 08.09.1974 |

## Wyniki

### Eliminacje
Rozegrano dwa biegi eliminacyjne. Do finału awansowały po cztery najlepsze zespoły (Q).
Bieg 1
| Miejsce | Reprezentacja   | Zawodnicy                                                          | Czas  | Uwagi |
| ------- | --------------- | ------------------------------------------------------------------ | ----- | ----- |
| 1       | Polska          | Zenon Nowosz, Zenon Licznerski, Leszek Dunecki, Marian Woronin     | 39,20 | Q     |
| 2       | Włochy          | Giovanni Grazioli, Luciano Caravani, Stefano Curini, Pietro Mennea | 39,51 | Q     |
| 3       | Szwajcaria      | Franco Fähndrich, Urs Gisler, Peter Muster, Hansjörg Ziegler       | 39,87 | Q     |
| 4       | Wielka Brytania | Trevor Hoyte, Allan Wells, Cameron Sharp, Steve Green              | 40,08 | Q     |
| 5       | Czechosłowacja  | Ján Chebeň, Otakar Wild, Marián Králik, Luděk Bohman               | 40,43 |       |

Bieg 2
| Miejsce | Reprezentacja | Zawodnicy                                                                        | Czas  | Uwagi |
| ------- | ------------- | -------------------------------------------------------------------------------- | ----- | ----- |
| 1       | NRD           | Manfred Kokot, Eugen Ray, Olaf Prenzler, Alexander Thieme                        | 39,05 | Q     |
| 2       | ZSRR          | Siergiej Władimircew, Nikołaj Kolesnikow, Aleksandr Aksinin, Wołodymyr Ihnatenko | 39,21 | Q     |
| 3       | Francja       | Patrick Barré, Pascal Barré, Lucien Sainte-Rose, Hermann Panzo                   | 39,45 | Q     |
| 4       | Belgia        | Ronald Desruelles, Danny Roelandt, Hans van den Daele, Lambert Micha             | 40,16 | Q     |
| –       | Bułgaria      | Iwajło Karanjotow, Władimir Iwanow, Weselin Panow, Petyr Petrow                  | DNF   |       |

### Finał
| Miejsce | Reprezentacja   | Zawodnicy                                                                        | Czas  | Uwagi |
| ------- | --------------- | -------------------------------------------------------------------------------- | ----- | ----- |
| 1       | Polska          | Zenon Nowosz, Zenon Licznerski, Leszek Dunecki, Marian Woronin                   | 38,58 | CR    |
| 2       | NRD             | Manfred Kokot, Eugen Ray, Olaf Prenzler, Alexander Thieme                        | 38,78 |       |
| 3       | ZSRR            | Siergiej Władimircew, Nikołaj Kolesnikow, Aleksandr Aksinin, Wołodymyr Ihnatenko | 38,82 |       |
| 4       | Francja         | Patrick Barré, Pascal Barré, Lucien Sainte-Rose, Hermann Panzo                   | 38,90 |       |
| 5       | Włochy          | Giovanni Grazioli, Luciano Caravani, Stefano Curini, Pietro Mennea               | 39,11 |       |
| 6       | Wielka Brytania | Trevor Hoyte, Allan Wells, Cameron Sharp, Steve Green                            | 39,49 |       |
| 7       | Szwajcaria      | Franco Fähndrich, Urs Gisler, Peter Muster, Hansjörg Ziegler                     | 39,56 |       |
| 8       | Belgia          | Ronald Desruelles, Hans van den Daele, Danny Roelandt, Lambert Micha             | 39,73 |       |